# Fuente de Pedro Naharro
Fuente de Pedro Naharro é um município da Espanha, na província de Cuenca, comunidade autônoma de Castela-Mancha. Tem 63,7 km² de área e em 2021 tinha 1 209 habitantes (densidade: 19 hab./km²). Limita com os municípios de Santa Cruz de la Zarza, Tarancón, Villarrubio, El Acebrón e Horcajo de Santiago.